# Gordias
Gordias (Gordios, Gordius; gr. Γορδιάς Gordiás, Γόρδιος Górdios, łac. Gordius) – w mitologii greckiej heros, eponim miasta Gordion we Frygii, przybrany ojciec Midasa, twórca węzła gordyjskiego.
Kiedy we Frygii zabrakło władcy, a Frygijczycy pogrążyli się w wojnie domowej, wyrocznia zapowiedziała, że nowym królem zostanie ten, kto wjedzie do miasta na prostym wozie. Pierwszy przez bramy miasta przejechał Gordias, biedny wieśniak, który razem z żoną przyjechał do miasta wozem zaprzężonym w wołu. Obwołany zgodnie z orzeczeniem wyroczni królem, umieścił swój wóz w świątyni Zeusa, przymocowując go u powały świątyni za pomocą węzła gordyjskiego, nazwanego tak od imienia darczyńcy.